# 莱特兄弟国家纪念馆
莱特兄弟国家纪念馆（英語：Wright Brothers National Memorial）位于北卡罗莱纳州屠魔岗， 目的是为了纪念第一个比空气重的机械成功、持续及使用动力飞行。1900年至1903年，莱特兄弟根据美国气象局提供的该地区风向稳定的信息，从俄亥俄州代顿来到此处。莱特兄弟同样重视该地区提供的隐私效果，因为当地在20世纪初还远离主要的人口中心。

## 历史
1927年3月2日被授权为屠魔岗纪念碑，1933年8月10日从战争部转移管理权到国家公园管理局。1953年12月4日，国会将其重命名为国家纪念馆，与其他历史名胜一样，1966年8月15日国家纪念馆被列入國家史蹟名錄。纪念馆的游客中心，由Ehrman Mitchel和Romaldo Giurgola设计，于2001年1月3日被列入美国国家历史名胜。该纪念馆与另外两个外滩群岛公园，罗利堡国家历史遗址和哈特拉斯角国家海岸共同管理。

## 画廊

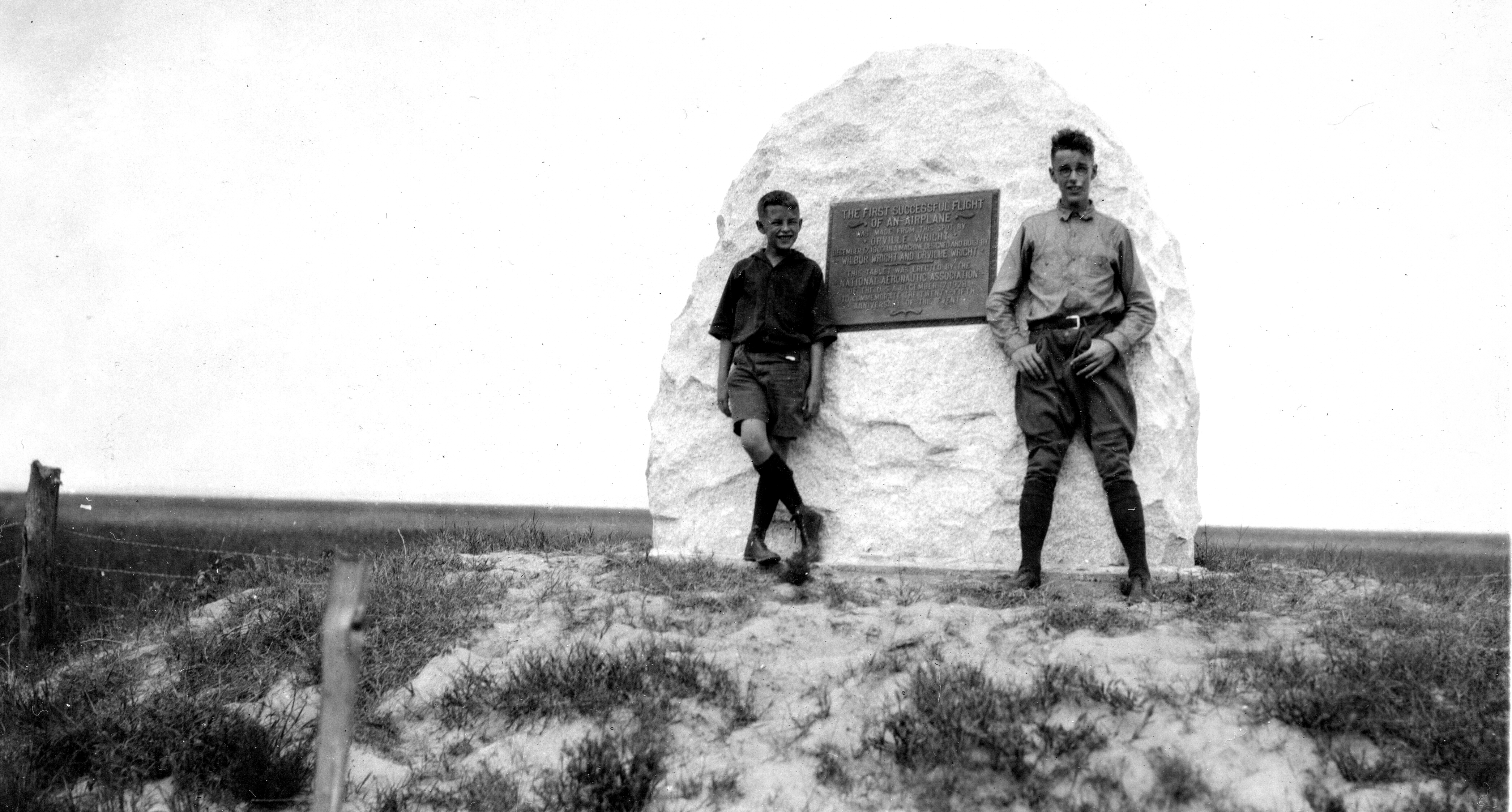
屠魔岗纪念碑，1929年
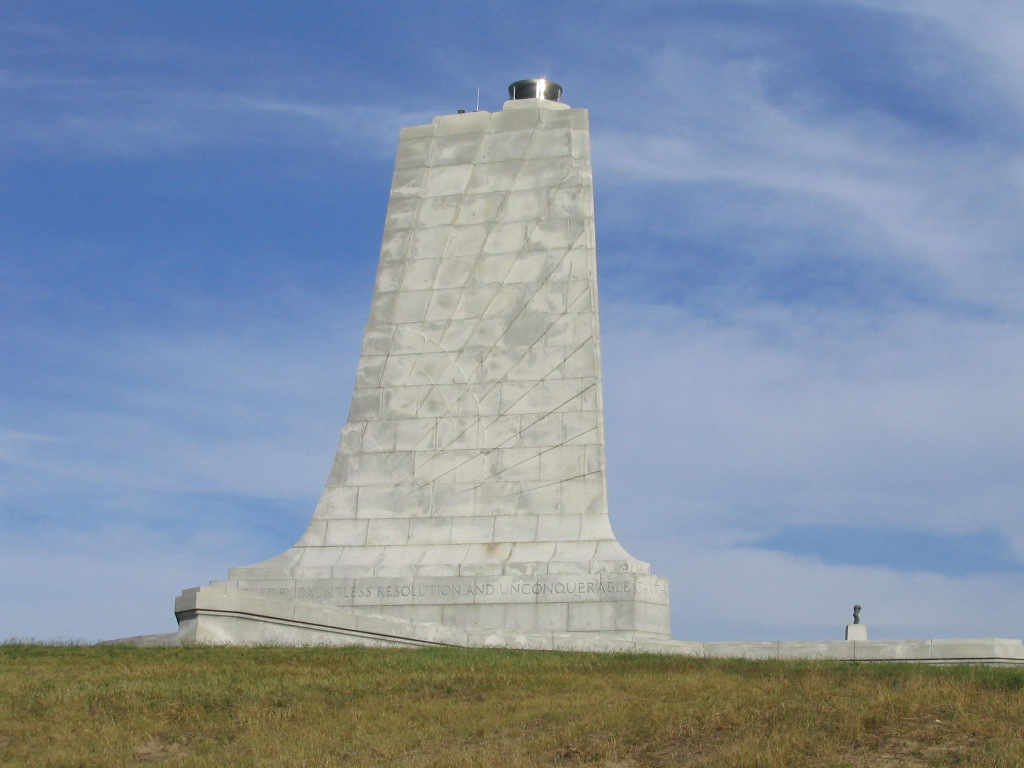
纪念碑后方照片
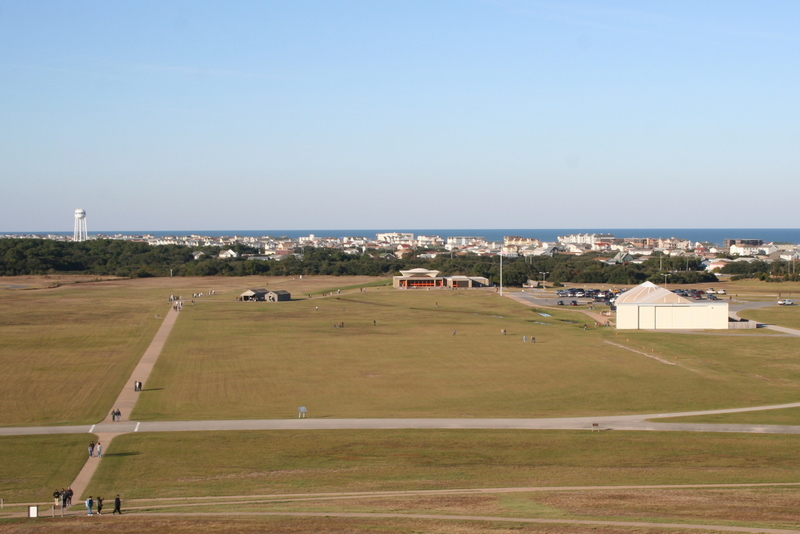
屠魔岗纪念馆顶部俯视照片
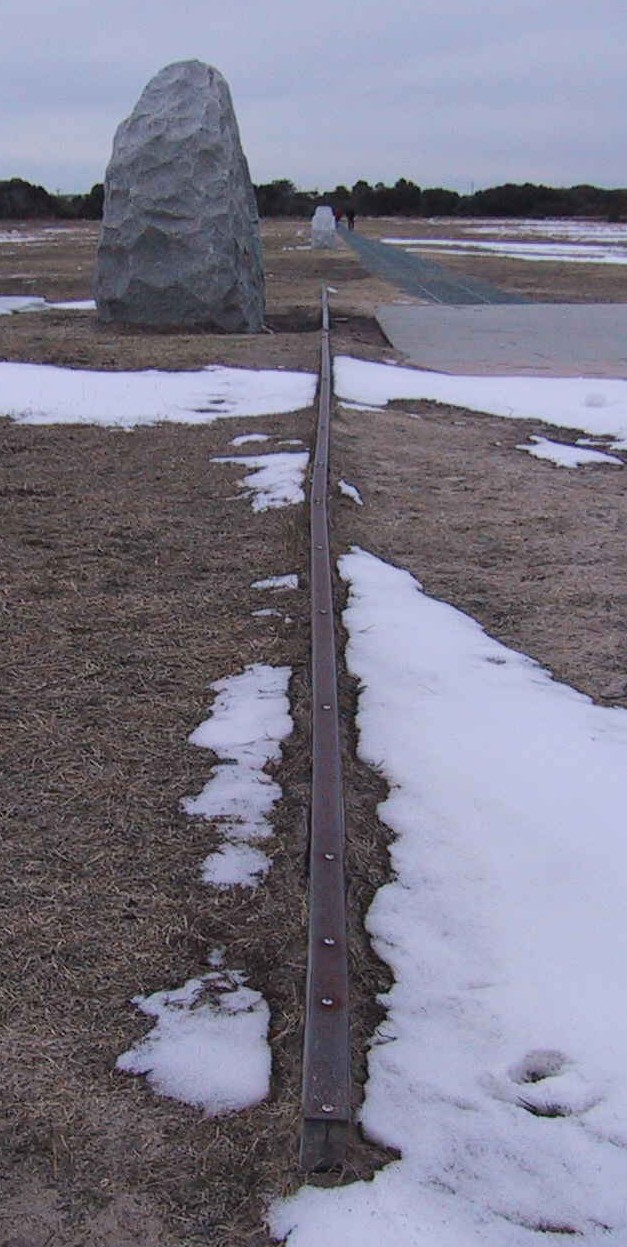
起飞轨道再现图
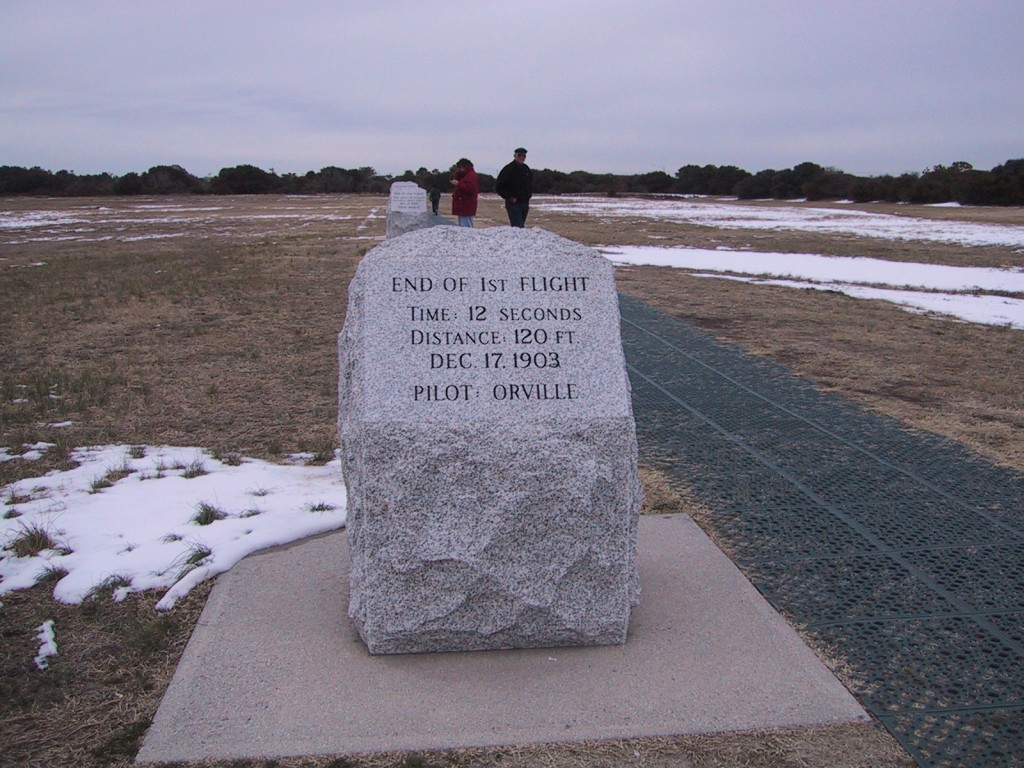
首次着陆点
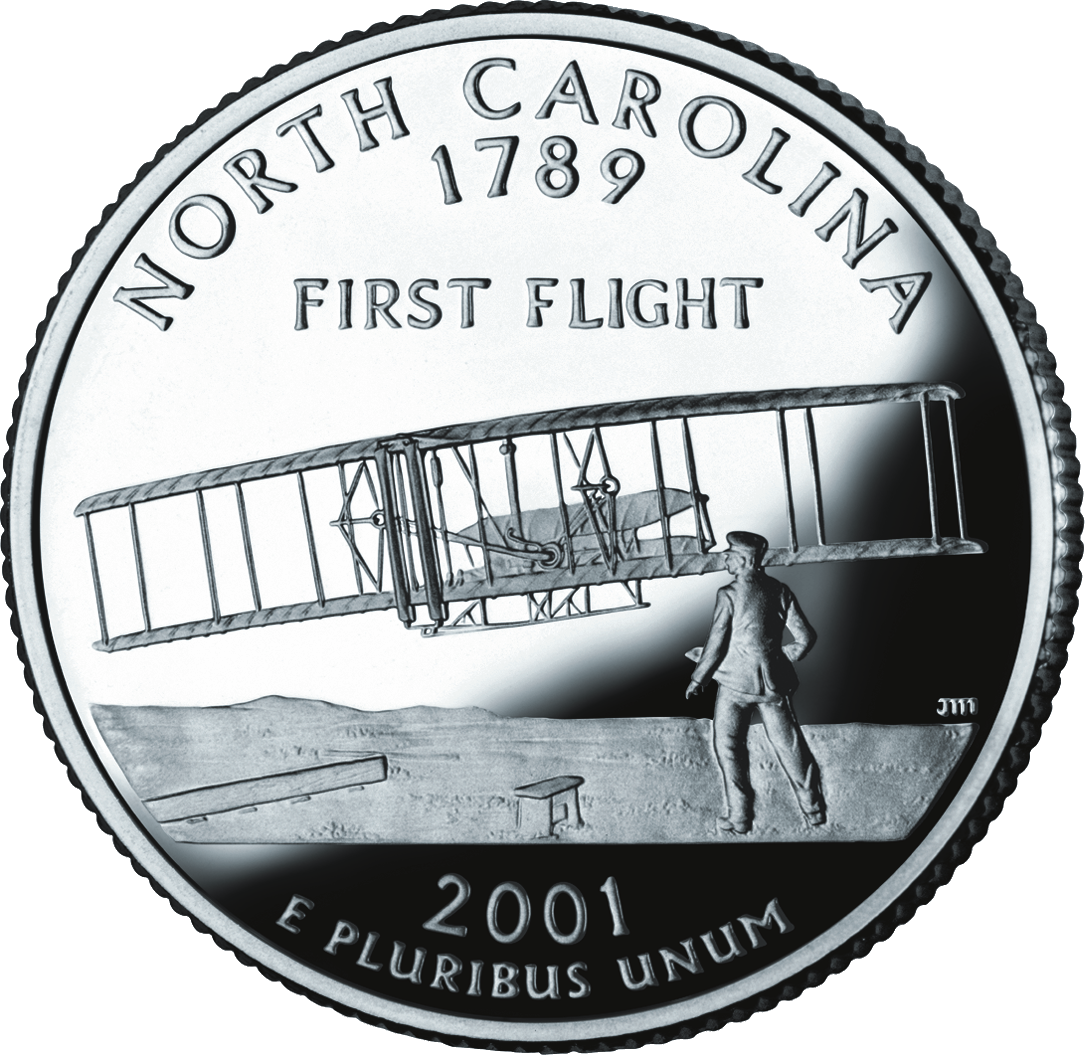
2001年，美国造币厂选择了第一架飞机作为北卡罗来纳州的形象
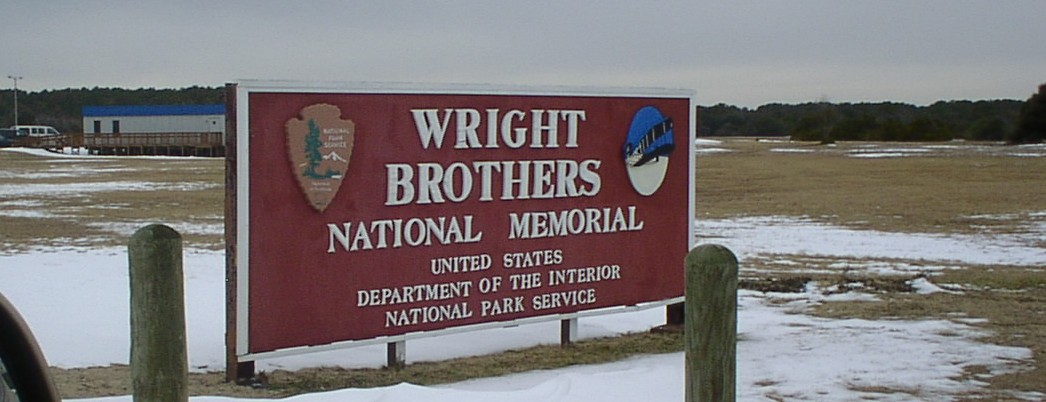
国家公园管理局签署图
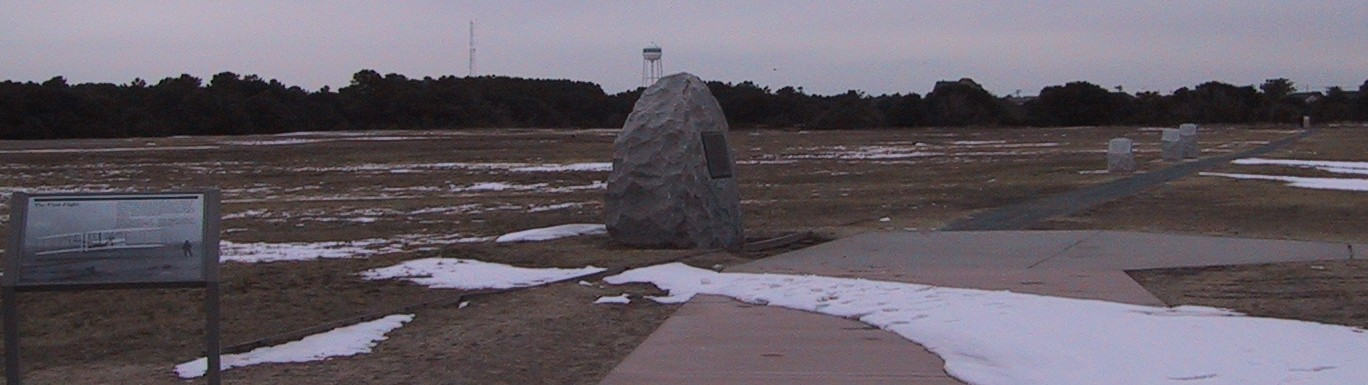
东部第一个机场，该纪念碑建于1928年
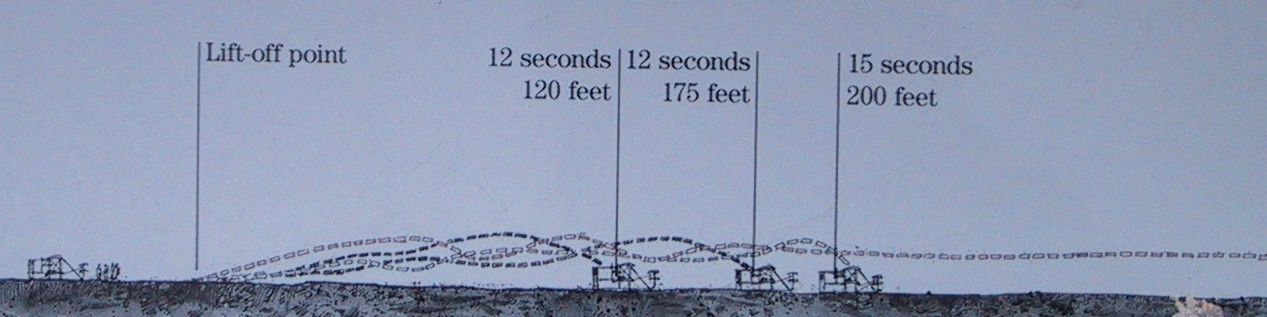
来自东方的航班简介
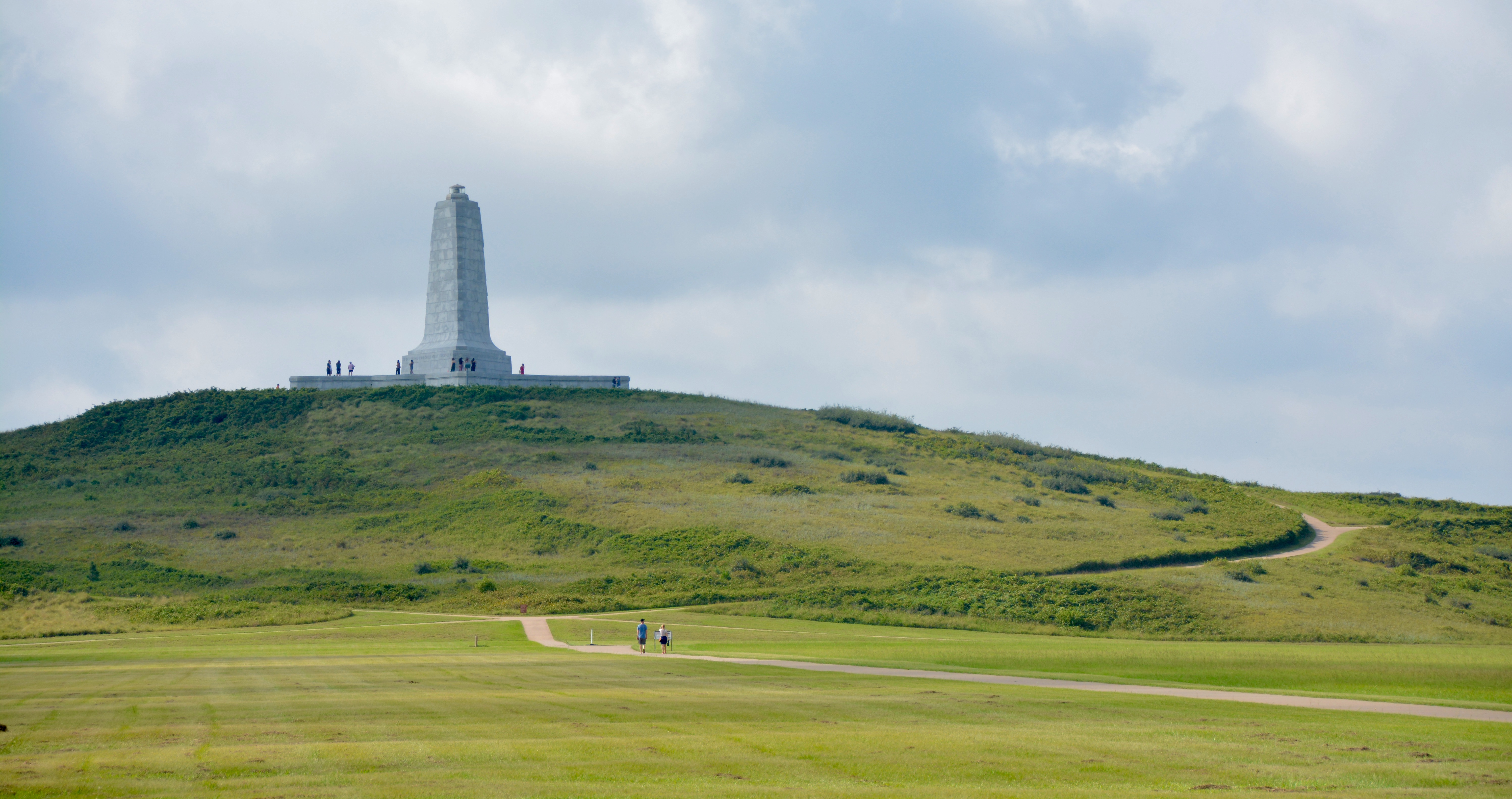
屠魔岗全景